# Ігнатенко Вадим Володимирович
Вади́м Володи́мирович Ігнатенко — старший сержант Збройних сил України, учасник російсько-української війни.

## З життєпису
В мирний час проживає в місті Київ, 5 років працював на заводі «Антонов» складальником літальних апаратів. В часі війни мобілізований, потрапив до аеромобільної бригади. Брав участь у зачистках Слов'янська та Краматорська. При зачистці Красного Лиману БТР Ігнатенка підбили з блокпосту терористів, після 1,5-годинного бою опір терористів було подолано, підрозділ продовжив зачистку Красного Лиману.

## Нагороди
За особисту мужність, сумлінне та бездоганне служіння Українському народові, зразкове виконання військового обов'язку відзначений — нагороджений
- 10 жовтня 2015 року — орденом «За мужність» III ступеня.